# 沃爾登 (紐約州)
沃爾登（英語：Walden）是位於美國紐約州奧蘭治縣的村。

## 人口
根據2020年美國人口普查的數據，沃爾登的面積為5.40平方千米，當中陸地面積為5.20平方千米，而水域面積為0.19平方千米。當地共有人口6818人，而人口密度為每平方千米1,263人。